# ويليام نيكلسون جينينغز
ويليام نيكلسون جينينغز (بالإنجليزية: William Nicholson Jennings)‏ هو مصور أمريكي، ولد في 1860، وتوفي في 1946.